# 신숙자
신숙자(1942년 ~ 2012년 5월 8일)은 대한민국의 간호사였다.

## 생애
1942년 대한민국 경상남도 통영시에서 태어났다. 20대에 독일에서 간호사로 활동하다 유학생 오길남을 만나 결혼해 두 딸을 낳았다. 1985년 작곡가 윤이상의 월북 권유를 받은 남편 오길남을 따라 월북하였다. 1986년 북한체제의 실상을 뒤늦게 깨닫은 오길남 박사가 독일 유학생 포섭 지령을 받고 독일로 가던 중 탈북하면서 신숙자는 두 딸과 함께 정치범 수용소인 함경남도 요덕수용소에 수용되었다.
2011년 5월 신숙자 모녀가 북한 수용소에 수용됐다는 사실이 통영에서 열린 전시회 그런데 통영의 딸이 그곳에 있습니다를 통해 알려지자 신숙자를 통영의 딸로 호칭하기 시작하였고 송환촉구 서명운동이 전 세계로 확산되었다. 2012년 5월, 북한은 UN을 통해 신숙자가 사망했다고 발표했다. 남편 오길남 박사와 '북한 반인도범죄철폐국제연대(ICNK)'는 5월 9일 UN에 북한의 추가 답변을 요구하는 진정서를 제출했다. UN이 질의서를 북측에 보낼 경우 북한은 2개월 안에 신숙자씨의 사망 증명자료와 두딸의 자유의사 확인을 위한 상봉요구에 답변을 내야 한다.

### 북한의 신숙자 사망설 통고
2012년 5월 7일, 북한은 신숙자가 간염으로 사망했다고 UN에 통고했으나 사망 장소와 시간은 밝히지 않아 신숙자의 남편인 오길남 박사와 인권단체들은 자세한 사망 경위와 유해 송환을 촉구했다. 또 북한은 신숙자의 두딸이 아버지인 오길남을 만나길 거부한다고 A4용지 1장의 서한에 담았다. 그리고 이틀 후인 5월 9일, 오길남 박사와 '북한 반인도범죄철폐국제연대(ICNK)'는 UN에 진정서를 작성해 제출했으며 정부는 신숙자의 생사 여부를 계속 조사중이다.

### UN의 신숙자 가족 북한서 강제구금 판정
2012년 5월 29일, 유엔은 ‘통영의 딸’ 신숙자와 그녀의 가족이 북한에 의해 강제구금 됐다는 결론을 내렸다. 북한 반(反)인도범죄 철폐 국제연대(ICNK)는 서울 태평로 프레스센터에서 기자회견을 열고,“신씨와 두 딸 오혜원씨와 규원씨가 강제구금됐다는 판정을 내린 유엔 인권최고대표사무소(OHCHR) 산하[임의적 구금에 관한 실무그룹의 공식 입장을 밝혔다. 실무그룹은 “1987년 이래로 계속된 신숙자 씨와 두 딸의 구금이 임의적였고, 현재도 임의적”이라는 의견을 제시했다.
“북한 정부가 이 상황에 대한 해결을 위해 필요한 조치를 취할 것을 요청하면서 즉시 석방(release)과 적절한 배상”이라고 명시하였다. ICNK는 유엔 차원의 공식 입장이 나온 만큼, 북한 당국이 강제 억류 상태에서 신씨의 죽음을 방치한 것으로 판단하고, 국제형사재판소에 신씨 문제를 제소하는 방안을 검토하기로 했으며 UN의 판정은 앞으로 유엔의 북한 관련 연례보고서에 공식적으로 언급된다.

## 같이 보기
- 조선민주주의인민공화국의 인권